# Pereskia zinniiflora
Pereskia zinniiflora là một loài thực vật có hoa trong họ Cactaceae. Loài này được DC. mô tả khoa học đầu tiên năm 1828.